# David Morris Lee
David Morris Lee (20 de enero de 1931) es un físico que fue galardonado con Premio Nobel de Física en 1996 por su trabajo en el efecto de las bajas temperaturas sobre el helio-3.

## Biografía
Lee nació en Rye, Nueva York. Sus padres fueron hijos de inmigrantes judíos procedentes de Inglaterra y Lituania. Se graduó de la Universidad de Harvard en 1952 y se unió al Ejército de los Estados Unidos. Obtuvo su Masters degree de la Universidad de Connecticut y su Ph.D. en Universidad de Yale en 1955 donde trabajó para Henry A. Fairbank. Después de su graduación en Yale, se convirtió en profesor de la Universidad Cornell, donde trabaja hasta ahora. Es casado y tiene dos hijos.

## Trabajo
En 1972, publicó un trabajo sobre la superfluidez del helio-3 con el profesor de Cornell Robert C. Richardson y su estudiante graduado, Doug Osheroff. También trabajó en el descubrimiento del nuclear spin.
En 1976 recibió el Sir Francis Simon Memorial Prize del Institute of Physics británico, y en 1981 el Oliver Buckley Prize de la American Physical Society, junto con Doug Osheroff y Robert Richardson, por su trabajo en la superfluidez del helio 3. Los tres recibieron el Premio Nobel de Física en 1996 por su trabajo.
Lee es miembro de Academia Nacional de Ciencias y de la American Academy of Arts and Sciences.